# Tutti conoscono Susanna
Tutti conoscono Susanna (If You Knew Susie) è un film commedia americano del 1948, diretto da Gordon Douglas e scritto da Warren Wilson, Oscar Brodney, Bud Pearson e Lester A. White. Il film è stato prodotto e interpretato da Eddie Cantor nel suo ultimo ruolo da protagonista in un lungometraggio. È uscito negli Stati Uniti il 7 febbraio 1948 per RKO Pictures.

## Trama
Sam e Susanna Parker, marito e moglie e artisti di vaudeville, si ritirano e tornano nella storica casa di famiglia di Sam, nel New England, per stare con i loro figli. I due trasformano la casa del XVII secolo in un hotel con intrattenimento che mette la comunità contro di loro. Il figlio di Sam e Susanna, Junior, affronta il bullismo e il ridicolo perché il suo antenato era "il primo renitente alla leva d'America" nella guerra d'indipendenza americana. Il boicottaggio cittadino della locanda dei Parker costringe Sam e Susanna a vendere la casa e a mettere all'asta i mobili antichi di famiglia. Spostando un armadio, si scopre una rientranza nel muro che contiene una lettera all'antenato di Sam da parte di George Washington, che lo ringrazia per i suoi servizi come violatore del blocco inglese, in modo da portare le munizioni necessarie all'esercito continentale. Una parte aggiuntiva della lettera risulta illeggibile.
La coppia si reca a Washington DC per verificare se il documento è autentico. Gli Archivi Nazionali non solo dimostrano che lo è, ma possiedono una copia identica, archiviata in modo errato, che riporta la parte illeggibile della copia di Sam. Essa dichiara che il nuovo governo americano pagherà all'antenato di Sam o ai suoi discendenti £ 10.000 con interessi composti per le munizioni trasportate: il calcolo totale è di sette miliardi di dollari moderni, che attirano l'attenzione dei media e dei criminali.

## Accoglienza
Il film ha registrato una perdita di $ 490.000.